# ParaWorld
ParaWorld ist ein Echtzeit-Strategiespiel des Berliner Entwicklungsstudios Spieleentwicklungskombinat (SEK-Ost), das am 15. September 2006 im Verlag des deutschen Publishers Sunflowers erschienen ist. Es spielt in einer Parallelwelt, in der die Dinosaurier überlebt haben und von den Menschen für ihre Kriegszüge gegeneinander eingesetzt werden. Das mit Rollenspiel-Elementen erweiterte Spielprinzip orientierte sich u. a. am Konkurrenztitel Warcraft 3 und sollte auch als E-Sport-Titel platziert werden. Obwohl es die seinerzeit teuerste deutsche Spieleproduktion war, konnte sich ParaWorld am Markt nicht durchsetzen, was 2007 zur Auflösung des Entwicklerstudios SEK-Ost und der Übernahme Sunflowers durch den französischen Publisher Ubisoft führte.

## Spielwelt

### Hintergrund
Ende des 19. Jahrhunderts entdeckte eine Gruppe Elitewissenschaftler unter der Führung des Mathematikers Jarvis Babbit ein Tor in die „ParaWorld“. Dort verläuft die Zeit so langsam, so dass die Wissenschaftler kaum noch alterten und genug Zeit hatten diese Welt in aller Ruhe auszubeuten.
Etwa hundert Jahre später – in der Gegenwart – entdeckten drei junge Wissenschaftler – die Biologin Stina Holmlund, der Geologe Anthony Cole und der Physiker Béla András Benedek – unabhängig voneinander die ParaWorld. Um sie mundtot zu machen, wurden sie von Babbit und seinen Gefolgsleuten in diese verschleppt.

### Die Welt
Die ParaWorld ist eine Parallelwelt, in der Dinosaurier und andere Wesen der Urzeit überlebt haben. Aber auch drei menschliche Stämme haben sich in der rauen Umgebung entwickelt.
Sie besteht zum Großteil aus verschiedenen Inseln und lässt sich grob in fünf Klimazonen einteilen:
- Das Nordland: Das Nordland entspricht der typischen mitteleuropäischen Landschaft. Hier leben neben vielen Säugetieren auch einige Dinosaurierarten.
- Die Savanne: Die Savanna ist eine Wüsten- und Steppenlandschaft, die von zahlreichen Canyons durchzogen ist. Hier leben große Dinosaurier wie etwa der Stegosaurus und der Brachiosaurus.
- Der Dschungel: Der Dschungel ist ein gewaltiger, tropischer Regenwald, der von vielen Gewässern durchzogen ist. Dort leben Dinosaurier wie der Baryonyx und der Iguanodon.
- Die Eiswüste: Die Eiswüste war einst ein Teil des Nordlands, nun ist sie ein gewaltiges, von gefrorenen Flüssen durchzogenes Gebiet, das das ganze Jahr hindurch unter einer dicken Schneedecke liegt. Hier leben ausschließlich Allosaurier, kleine Fleischfresser und Säugetiere.
- Das Aschetal: Das Aschetal ist eine vulkanische Landschaft, die hauptsächlich aus Basalt besteht und von zahlreichen Lavaströmen durchzogen wird. Keines der Völker hat sich hier angesiedelt. Hier leben nur Dinosaurier wie der Carnotaurus und der Polacanthus, die sich speziell an diese Umgebung angepasst haben.

### Die Völker
Die menschliche Bevölkerung der Parallelwelt lässt sich in drei Stämme unterteilen. Sie befinden sich ungefähr auf dem technologischen Stand des Mittelalters.
Das Nordvolk
Das Nordvolk ist an die Wikinger und Kelten angelehnt. Es hat sich im Nordland angesiedelt. Früher war es auch in der Eiswüste beheimatet, die aufgrund von Klimaveränderungen nun aber eine lebensfeindliche Zone darstellt. Man kann dort aber noch auf Überreste ihrer einstigen Städte stoßen, die gewaltigste unter ihnen war Walhalla, ihre ehemalige Hauptstadt.
Bis auf den Kentrosaurus, einigen menschlichen Kriegern und ihrem Titan, einem riesigen Triceratops, bestehen ihre Einheiten nur aus prähistorischen Säugetieren. Ihre Gebäude sind robuster als die der anderen Völker.
Die Wüstenreiter
Das Volk der Wüstenreiter ist an die Ägypter und afrikanische Nomadenvölker angelehnt. Es lebt in der Savanne und verfügt nur über zeltähnliche Behausungen, abgesehen von der Heiligen Stadt, dem größten Siedlungszentrum in der ParaWorld. Diese Stadt ist der Hauptumschlagplatz für Waren aller Art. Auch leben dort Angehörige sämtlicher Völker friedlich zusammen. Die nomadische Natur des Volkes zeigt sich in zwei Dingen: Zum einen können alle Infanteristen Gebäude bauen und zum anderen kann jedes Gebäude wieder zu 100 % in die Ressourcen, aus denen es errichtet wurde, umgewandelt werden.
Die Einheiten der Wüstenreiter bestehen zum Großteil aus riesigen Dinosauriern wie dem Brachiosaurus und dem Allosaurus. Ihr Titan ist der gigantische Tyrannosaurus Rex.
Der Drachen-Clan
Der Drachen-Clan wurde an die ostasiatischen Kulturen angelehnt. Eine weitere Anspielung ist der Einsatz von Schwarzpulver, welches im Spiel von noch keinem anderen Volk entdeckt wurde. Dieses Volk lebt in den Dschungelregionen.
Es kann nur verhältnismäßig kleine Dinosaurier hervorbringen. Die einzigen Ausnahmestellen bilden der Saltasaurustransporter und ihr Titan, ein gewaltiger Seismosaurus. Dafür verfügen sie über mehrere Maschineneinheiten und Spezialtechnologien. Ihre Gebäude können mit einem Sprengsatz ausgerüstet werden, der bei zerstören des Gebäudes alle feindlichen/neutralen schädigt.
Die SEAS
Die Society for the Exact Alternative Sciences wurde von Jarvis Babbit, dem Entdecker der ParaWorld, gegründet.
Ihre Einheiten bestehen zum größten Teil aus dampfbetriebenen Robotern. Sie verfügen allerdings auch über verschiedene Infanteristen und Triceratops-Cyborgs. Ihre Truppen sind im Allgemeinen sehr stark. Im Mehrspielermodus steht diese Fraktion nicht zu Auswahl.

## Spielprinzip
ParaWorld orientiert sich spielerisch an bekannten Genrevertretern wie Age of Empires oder Warcraft 3. Der Spieler muss Ressourcen sammeln und eine Basis errichten, um anschließend Kampfeinheiten zum Besiegen des Gegners ausbilden zu können. Es gibt drei Grundressourcen, die von sogenannten Arbeitern abgebaut werden müssem, wobei einige Fraktionen die Ressourcen mit weiteren speziellen Sammlereinheiten erhalten.
- Nahrung: Die einfachste Ressource des Spiels. Sie steht von Anfang an in endlosen Mengen zum Abbau zur Verfügung. Nahrung wird für jede Einheit und einige Gebäude gebraucht. Vorkommen: wilde Tiere, Fruchtbüsche, fraktionsspezifische Produktionsstätte
- Holz: Die wichtigste Ressource zum Bau von Gebäuden. Normalerweise wächst sie nicht nach, ist aber in ausreichenden Mengen vorhanden. Durch seine Bambusfarmen steht dem Drachen-Clan diese Ressource in endlosen Mengen zur Verfügung. Vorkommen: Bäume, Bambusfarm (Drachen-Clan)
- Stein: Stein ist die wertvollste Ressource des Spiels, da sie nur in sehr begrenzten Mengen vorhanden ist und sich nicht nachbildet. Sie wird für alle Einheiten der Stufe 3 oder höher und für die meisten Gebäude gebraucht. Vorkommen: Steinhaufen

Als vierte Ressource dienen Schädel. Sie werden durch das Töten von Gegnern bzw. Wildtieren und durch die Zerstörung von Tiernestern bzw. gegnerischen Gebäuden gewonnen. Man benötigt sie für das Aufleveln der Einheiten, wobei die Kosten für höhere Stufen progressiv ansteigen, sowie für die Erforschung vieler Spezialfähigkeiten und die Ausbildung von Helden. Die Wüstenreiter benötigen sie in geringen Mengen für den Epochenaufstieg. Ebenfalls kann man sie im Marktplatz gegen die anderen Ressourcen im Verhältnis 2:1 tauschen.
Eine herausstechendes Bedienungsmerkmal ist der sogenannte Army Controller am linken Bildschirmrand. In ihm werden die eigenen Truppen nach Stufe aufgelistet, um die Auswahl und den Überblick zu erleichtern. Der Spieler kann mit Hilfe des Controllers die derzeitigen Aktivitäten seiner Einheiten erkenne und die Kamera auf eine bestimmte Einheit zentrieren. Der Controller verjüngt sich nach oben hin, so dass man beispielsweise 15 Stufe-2-Einheiten haben kann, aber nur 1 Stufe-5-Einheit. Des Weiteren stehen diverse „Helden“ zur Verfügung, die besondere Einheiten im Spiel darstellen. Bestimmte Helden schalten für jedes Volk exklusive Einheiten oder Gebäude frei. Wenn ein Held stirbt kann er in der Taverne erneut angeheuert werden. Er beginnt nun aber wieder auf Stufe 1. Die Kosten, um einen Held anzuheuern (Nahrung, Schädel) steigen mit der Anzahl der momentan kontrollierten Helden.

## Entwicklung
ParaWorld war nach Wiggles die zweite Entwicklung von SEK. Auf der E3 2003 wurde das Spiel erstmals der Öffentlichkeit vorgestellt. ParaWorld benutzt die PEST-Grafikengine, die vom SEK entwickelt wurde. Im Dezember 2005 wurde der Veröffentlichungszeitraum zunächst für den März 2006 angegeben. Zu diesem Zeitpunkt befand sich das Spiel in der Qualitätskontrolle mit Unterstützung der Games Academy in Berlin. Im Februar gab Sunflowers jedoch die Verschiebung um sechs Monate für das Balancing und zur weiteren Qualitätssicherung bekannt. Dafür startete Sunflowers im Mai 2006 mit einem ersten geschlossenen Beta-Test. Der endgültige Veröffentlichungstermin wurde per Pressemitteilung am 18. Juli bekanntgegeben. Am 18. August wurde eine Mehrspieler-Demo veröffentlicht, bevor am 21. August schließlich der Abschluss der Entwicklungsarbeiten bekanntgegeben. Als eine der ersten deutschen Spielegroßproduktionen erhielt das Spiel einen orchestralen Soundtrack, der von der Mainzer Musikproduktionsfirma Dynamedion komponiert und in Kooperation mit dem Leipziger Unternehmen Genuin und der Magdeburgischen Philharmonie, dem Orchester der Oper Magdeburg, aufgenommen. Insgesamt investierte Publisher Sunflowers rund 8 Millionen Euro in das Spiel, was es zur seinerzeit teuersten deutschen Spieleproduktion machte. Im europäischen Raum übernahm Koch Media die Distribution des Spiels. Kurz nach Veröffentlichung, am 20. Oktober 2006, erschien ein Programmupdate auf die Version 1.01. Im Januar 2007 wurde die Schließung des Spieleentwicklungskombinats bekannt gegeben. Die dabei angekündigten verbliebenen Erweiterungen zu ParaWorld wurden am 20. April 2007 als sogenannte Booster Pack mit dem Update auf Version 1.05 kostenlos veröffentlicht. Es fügt dem Spiel neue Missionen und Mehrspielerkarten sowie weitere Helden- und Spezialeinheiten hinzu. Das Update erschien gleichzeitig mit einer versionsgleichen Gold-Edition des Spiels.

## Rezeption

### Kritiken und Auszeichnungen
Das Spiel erhielt gemischte Wertungen (Metacritic: 71 von 100).

„Als ich Paraworld vor Monaten das erste Mal spielte, war mir sofort klar, dass dieses Spiel Hitpotenzial hat. Einzig die "Dinohemmschwelle" kostete mich Überwindung. Was das ist? Computerspiele mit Dinosauriern sind für gewöhnlich eher an ein jüngeres Publikum gerichtet und dementsprechend fiel meine erste Reaktion aus. Hat man aber erst Blut geleckt, kommt man von Paraworld nicht mehr so schnell los.“

„Im Grunde bietet ParaWorld ein Echtzeit-Strategie-Erlebnis, wie man es in spielerischer Hinsicht auf dem PC schon öfter geboten bekam - nur, dass in diesem Fall das Szenario ebenso außergewöhnlich wie fantasievoll designt wurde, die Hintergrundgeschichte spannender und besser erzählt ist als bei den meisten Konkurrenztiteln und zudem viele sinnvolle Extras wie der tolle Army-Controller die Bedienung zu einem wahren Vergnügen machen. Erfahrene Strategen mit dem Wunsch nach neuen Herausforderungen sollten den Trip in diese faszinierende Parallelwelt also unbedingt antreten - es lohnt sich.“

“ParaWorld isn't without its charms, particularly its diverse and enticing set of armies, but it's truly a dinosaur of an RTS, bog standard in terms of mission design and somewhat messy in the combat department. Strategy gamers expect more than this now, but even so, there are undeniable nuggets of fun to be had watching giant reptiles beat the crap out of each other.”

„ParaWorld hat durchaus seinen Charme, besonders seine vielseitiges und verlockendes Set an Einheiten; doch es ist wahrhaftig eine Dinosaurier von Echtzeit-Strategiespiel, veraltete Standardkost im Hinblick auf das Missionsdesign und ziemlich chaotisch in der Schlachtenabteilung. Strategiespieler erwarten mittlerweile mehr als das; aber trotzdem gibt es einige nicht zu leugnenden unterhaltsamen Momente, die man haben kann, wenn man dabei zusieht, wie gigantische Reptilien sich gegenseitig die Seele aus dem Leib prügeln.“

Als erste deutsche Produktion erhielt ParaWorld den G.A.N.G. Award für das beste instrumentale Musikstück.
Die Verkaufszahlen blieben dagegen hinter den Erwartungen zurück. Im Januar 2007 musste das Spieleentwicklungskombinat den Geschäftsbetrieb einstellen. Die Verkaufszahlen zum damaligen Zeitpunkt wurden auf rund 100.000 Kopien geschätzt, wonach der Umsatz nicht ausreichend zur Deckung der Entwicklungskosten gewesen wäre. Im April 2007 wurde Sunflowers vom französischen Publisher Ubisoft übernommen.

### ParaWorldund der E-Sport
Die Hersteller hatten das Ziel ParaWorld zu einer E-Sport Disziplin zu machen. Daher konnte ParaWorld bereits vor dem offiziellen Release auf entsprechenden Veranstaltungen gespielt werden:
- 28. Juni 2006: ParaWorld erlangt den Status eines NGL-Goldgames.[29]
- 15. August 2006: Einen Monat vor Release wird das Spiel in der ESL aufgenommen.[30]